# Isooktan
Isooktan eller iso-oktan (systematiskt namn 2,2,4-trimetylpentan) är den isomer av oktan som används för att definiera 100 på oktanskalan (0 definieras av heptan).

## Framställning
Isooktan är ett av de många kolväten som ingår i bensin. Kemiskt ren isooktan framställs genom dimerisation av isobutylen i en process som kallas NExOCTANETM.

## Användning
Isooktan tillsätts bland annat flygbensin för att höja oktantalet. Det används också för att framställa paraffin.